# Dakola (Pô)
Pour les articles homonymes, voir Dakola.
Dakola est une localité située dans le département de Pô de la province du Nahouri dans la région Centre-Sud au Burkina Faso.

## Géographie
Dakola est situé à 12 km au Sud de Pô à la frontière entre le Burkina Faso et le Ghana dont elle constitue le principal point de passage. La commune est traversée par la route nationale 5 qui devient la route nationale 10 au Ghana allant vers Navrongo au Sud situé à 10 km de la frontière.

## Économie
L'économie de la ville de Dakola est principalement basée sur les échanges commerciaux avec la région du Haut Ghana oriental.

## Santé et éducation
Dakola accueille un centre de santé et de promotion sociale (CSPS) tandis que le centre médical avec antenne chirurgicale (CMA) se trouve à Pô.
Le village possède une école coranique.